# Joan Torres i Vilanova
Joan Torres i Vilanova   (la Seu d'Urgell, segle XIX) fou un industrial i polític català, diputat nservador durant la restauració borbònica.

## Biografia
S'establí a Barcelona, on fou vocal de la junta directiva de la Lliga de Defensa Industrial i Comercial de Barcelona i soci de Foment del Treball Nacional. Fou elegit diputat pel Partit Conservador (sector polaviejista) a les eleccions generals espanyoles de 1899 pel districte de Sort-Viella. A les eleccions generals espanyoles de 1901 es presentà a la mateixa circumscripció com a regionalista independent i fou derrotat pel candidat del Partit Liberal Fusionista, Emili Riu i Periquet. Es tornà a presentar a les eleccions de 1916, però tampoc fou escollit. El 1907 fou vocal de la Mútua General d'Assegurances.